# John Campbell Brown
John Campbell Brown FRSE (4 de fevereiro de 1947 – 16 de novembro de 2019) foi um astrônomo escocês.
Foi Regius Professor da Universidade de Glasgow, Astrônomo Real da Escócia, e professor honorário da Universidade de Edimburgo e Universidade de Aberdeen.